# All India Forward Bloc

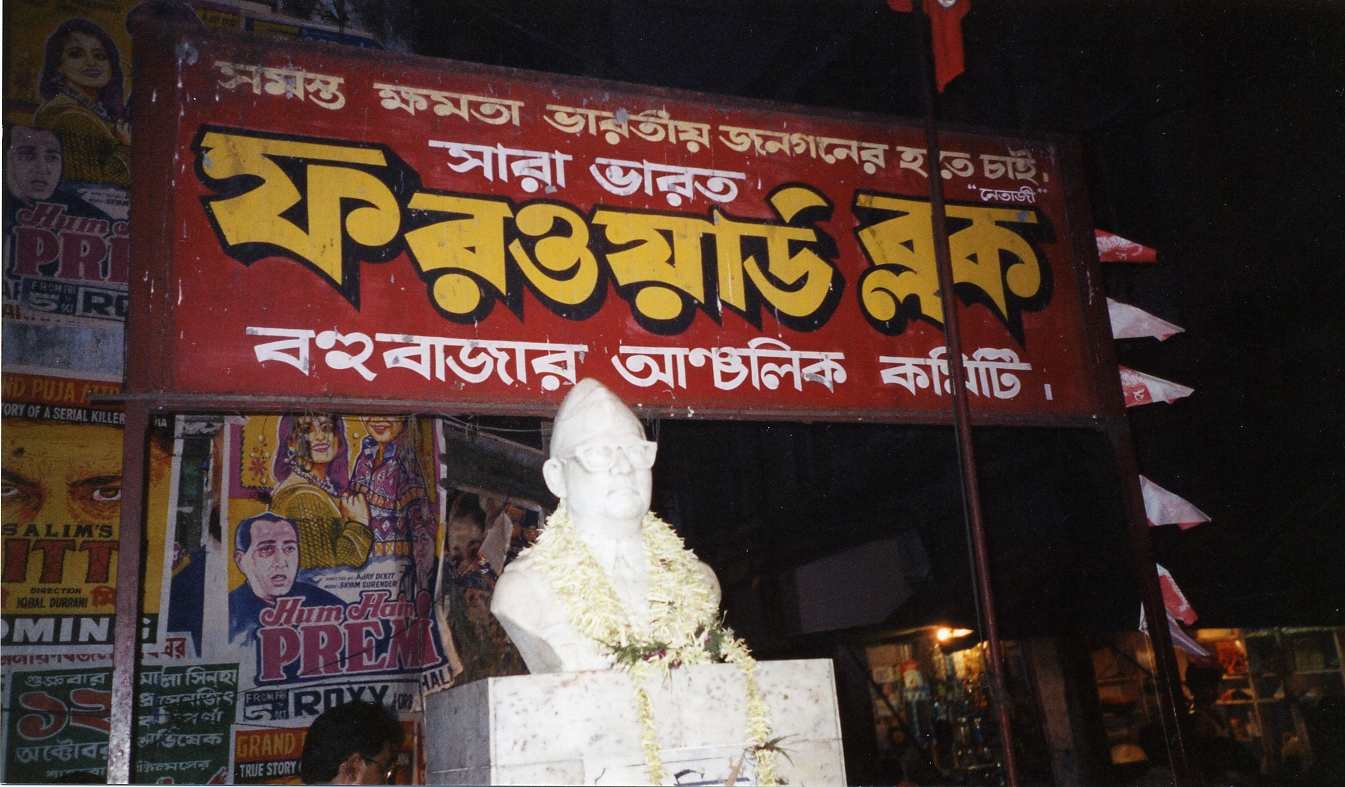
Pomnik przed lokalnym komitetem partii.

All India Forward Bloc (Ogólnoindyjski Blok Postępowy) jest nacjonalistyczną i lewicową partią polityczną w Indiach.
Została założona w 1939 roku przez Subhasa Czandra Bose.
Sekretarzem generalnym partii jest Debrata Biswas.
Młodzieżówką partii jest All India Youth League.
W wyborach parlamentarnych w 2004 roku partia uzyskała 1 365 055 głosów (0,2%, 3 mandaty).